# HSQLDB
HSQLDB (HyperSQL Database Engine) は、Javaで作成されたオープンソースの関係データベース管理システム。Thomas MuellerのHypersonic SQL Projectの成果を引き継いで開発された。

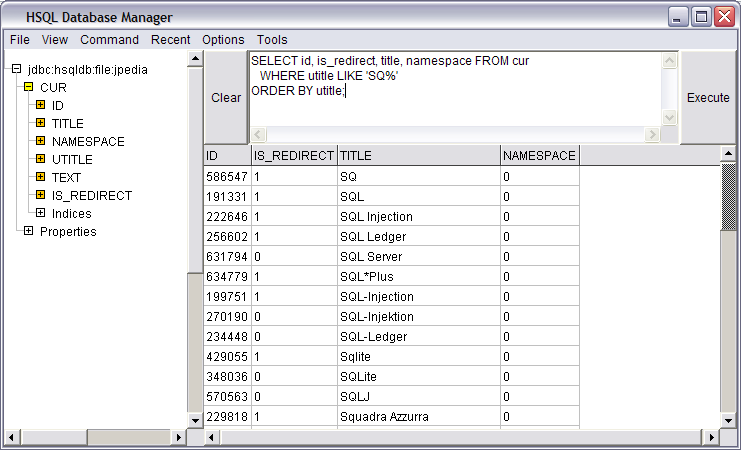
HSQL Database Manager

## 概要
SQL-92のほぼ全てとSQL:2008の多くに準拠。JDBCドライバが提供されている。
一般的に作られるサイズは小さくなる特徴がある。OpenOffice.orgとその派生ソフトウェアは、HSQLDBをBase（データベース機能の名称）の標準エンジンとしている。
HSQLDBには4つの動作モードがある。
- インメモリモード
- スタンドアロンモード
- サーバモード
- Webサーバモード

Kaffe のようなフリーなJava仮想マシン実装上でも動作する。

## 注
1. ↑  Thomas Muellerは、現在H2 Databaseを開発している。